# Delito en la Isla de las Cabras
Delito en la isla de las cabras (Delitto all'isola delle capre) es una obra de teatro de Ugo Betti escrita en 1946.

## Argumento
La obra retrata la vida de Ágata, que vive en una casa aislada del mundo tras quedarse viuda en compañía de su hija y de su cuñada. Un día aparece en su vida Ángel, que se presenta como un amigo de su difunto marido. Las mujeres permiten al hombre quedarse con ellas sin sospechar que es un holgazán que no las ayudará para nada con los quehaceres. Lo peor es que el hombre decide ir seduciendo una por una a las tres mujeres. Esta situación traerá consigo infinidad de situaciones tensas (un hombre compartido por tres mujeres en una casa aislada). Al final, Ágata decide matarlo.

## Representaciones
- Teatro de Cámara, Barcelona, 25 de febrero de 1954. Estreno en España.
  - Dirección: José Luis Alonso.
  - Intérpretes: Mari Paz Molinero, Alicia Agut, Alfonso Estela, Adelina Jara, Francisco Aliot.

- Fulton Theatre, Broadway, Nueva York, 1955.
  - Dirección: Peter Glenville.
  - Intérpretes: Ruth Ford, Uta Hagen, Laurence Harvey, Tani Seitz, Henry Sharp.

- Teatro Bellas Artes, Madrid, 13 de diciembre de 1962.
  - Intérpretes: Andrés Mejuto, Julieta Serrano, Susana Mara, Isabel Prada.

- Televisión, Estudio 1, Televisión española, 9 de  marzo de 1980.
  - Intérpretes: Julia Gutiérrez Caba, Julita Martínez, Manuel Gallardo, Maite Blasco, Teresa Rabal, Luis Barbero